# Péronnas
Péronnas település Franciaországban, Ain megyében. Lakosainak száma 6437 fő (2022. január 1.). Péronnas Bourg-en-Bresse, Certines, Lent, Montagnat, Saint-André-sur-Vieux-Jonc, Saint-Denis-lès-Bourg, Saint-Rémy és Servas községekkel határos.

## Népesség
A település népességének változása:
| Lakosok száma | 2272 | 4575 | 5352 | 6106 | 6109 | 6241 | 6385 | 6520 | 6460 | 6437 |
|               | 1968 | 1982 | 1990 | 2006 | 2013 | 2015 | 2017 | 2019 | 2020 | 2022 |